# گازپروم نفتخیم
گازپروم نفتخیم (روسی: Газпром нефтехим Салават) شرکت صنایع پتروشیمی روس است، که در سال ۱۹۴۸ تأسیس شد.